# John Caillaud
John Caillaud (Dublino, 5 febbraio 1726 – Aston Rowant, dicembre 1812) è stato un generale britannico.

## Biografia
Caillaud venne assegnato all'Onslow's Regiment nel 1743. Nel 1746, durante la rivolta giacobita, prese parte alla battaglia di Falkirk ed alla Battaglia di Culloden. Nel 1752 venne nominato capitano del Madras Army. Durante la guerra dei sette anni venne coinvolto in diversi scontri coi francesi.
Nel 1759 venne nominato comandante in capo del Bengal Army. Edmund Burke disse successivamente che, nel corso della guerra del Bengala, Caillaud avesse espresso per ben tre volte l'intenzione di commissionare l'omicidio di Ali Gauhar, principe ereditario dell'impero moghul, accuse che Caillaud rigettò fortemente.
Divenne quindi comandante del Madras Army, ruolo col quale negoziò un trattato con Nazim Ali che ottenne a quest'ultimo del supporto militare in cambio dell'occupazione di quella che divenne poi la provincia britannica del Northern Circars da parte della Compagnia britannica delle Indie orientali.
Nel 1775 si ritirò dal servizio attivo e si portò a vivere ad Aston Rowant nell'Oxfordshire dove morì nel dicembre del 1812.
Nel 1763 sposò Mary Pechell, ma la coppia non ebbe figli.